# Кемерон Дамміґан
Кемерон Дамміґан (англ. Cameron Dummigan, нар. 2 червня 1996, Лурґан, Північна Ірландія) - північноірландський футболіст, захисник англійської команди «Бернлі B» і Молодіжної збірної Північної Ірландії з футболу. 

## Титули і досягнення
- Чемпіон Ірландії (1):

Дандолк: 2019
- Володар Кубка Ірландії (2):

Дандолк: 2020
Деррі Сіті: 2022
- Володар Кубка ірландської ліги (1):

Дандолк: 2019
- Володар Кубка Президента Ірландії (1):

Дандолк: 2021